# Antiga capella del castell
L'Antiga capella del castell és una església gòtica de Maials (Segrià) inclosa a l'Inventari del Patrimoni Arquitectònic de Catalunya.

## Descripció
Antiga església d'origen medieval, amb portal dovellat, que ha esdevingut habitatge entre mitgeres.

## Història
L'any 1788 el segon baró de Maials Joan Procopi de Bassecourt trossejà el castell i el vengué a alguns veïns. Al Dr. Orrit li correspon l'edifici de la capella.